# Liên hoan phim quốc tế Berlin lần thứ 64
Liên hoan phim quốc tế Berlin lần thứ 64 được tổ chức từ ngày 6 đến ngày 16 tháng 2 năm 2014. Phim The Grand Budapest Hotel của đạo diễn Wes Anderson được chọn để trình chiếu mở màng liên hoan phim lần này. Đạo diễn người Anh, Ken Loach sẽ trao giải Gấu vàng Danh dự. Bộ phim Trung Quốc Black Coal, Thin Ice của đạo diễn Diao Yinan đã giành được giải Gấu vàng, và được lựa chọn để trình chiếu trong ngày bế bạc liên hoan phim.